# Jerzy Siennicki

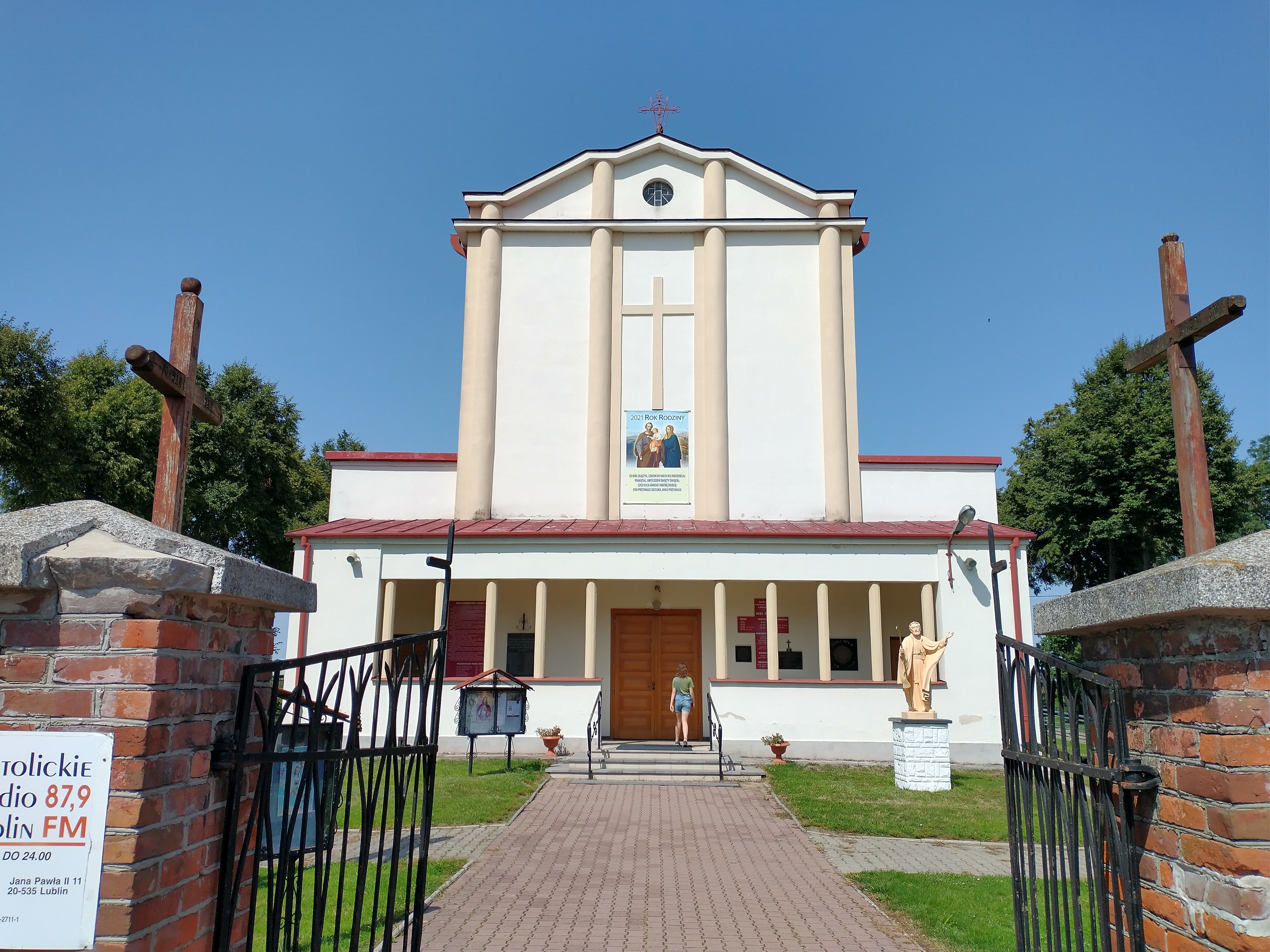
Kościół św. Andrzeja Boboli w Babinie

Jerzy Siennicki (ur. 8 września 1886 w Rudzie Guzowskiej, zm. 11 czerwca 1956 w Milanówku) – polski inżynier architekt.

## Życiorys
Od 1910 studiował architekturę w Technische Hochschule Fridericiana w Karlsruhe, a kontynuował naukę i ukończył ją w 1913 na Politechnice Warszawskiej. W 1918 zamieszkał na stałe w Lublinie. Od 1919 do 1930 zajmował stanowisko konserwatora zabytków w Lublinie i okręgu lubelskim. Później prowadził własną pracownię architektoniczną. Zaprojektował wiele budynków mieszkalnych i użyteczności publicznej w Lublinie i na Lubelszczyźnie. Od 1944 mieszkał w Milanówku, gdzie zmarł i spoczął na miejscowym cmentarzu parafialnym.